# Elimas

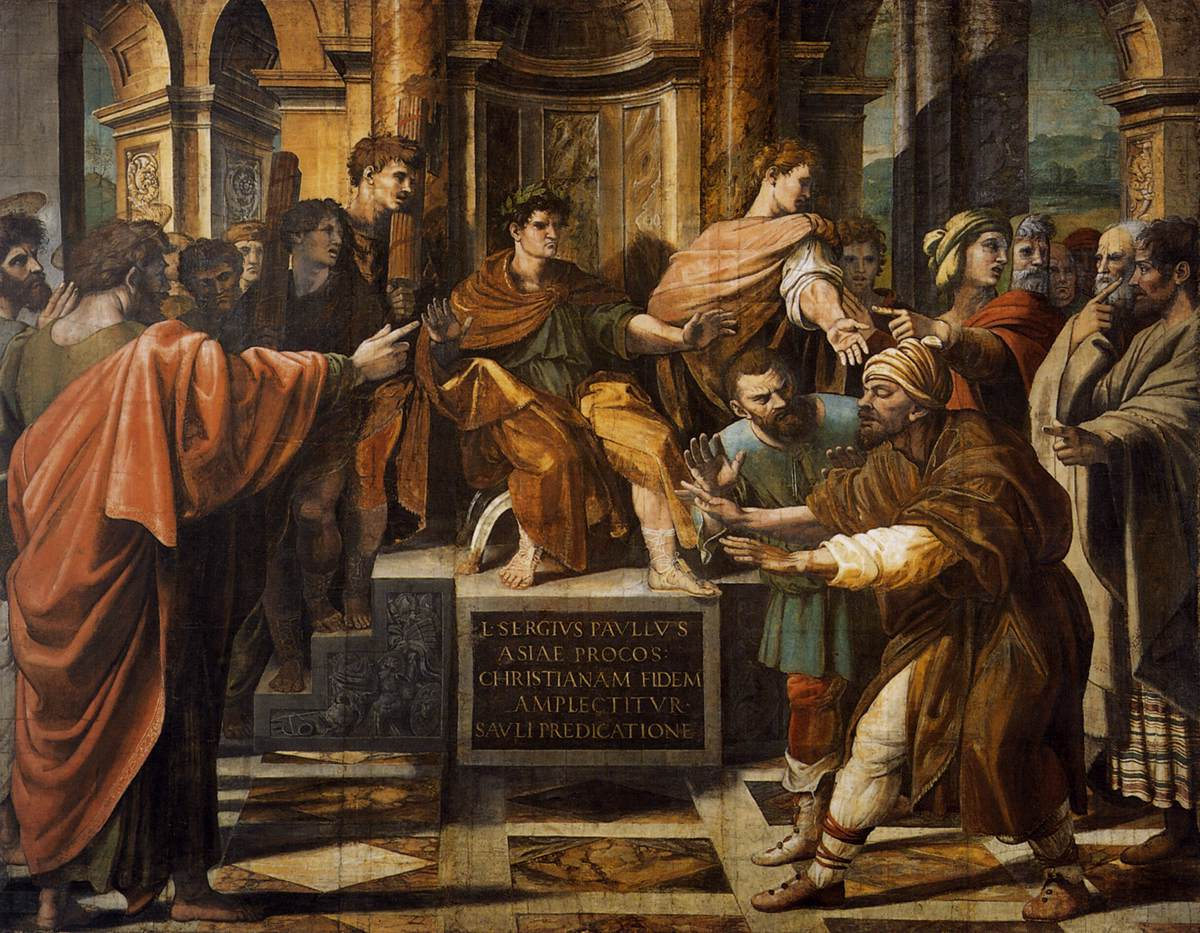
La conversión del procónsul por Rafael

Elimas ("sabio" en árabe) o también conocido como Bar-Jesús (en latín: Bariesu - literalmente, "hijo de Jesús"), fue un mago judío que aparece en el Nuevo Testamento citado en los Hechos de los Apóstoles, capítulo 13 (Hechos 13:8).
Elimas trató de apartar de la fe al procónsul romano Sergio Paulo, cuando este deseaba oír a San Pablo y San Bernabé hablar de Jesús en la ciudad de Pafos (Chipre). Entonces Pablo, indignado, lo miró fijamente y diciendo que era hijo del diablo lo dejó ciego. El procónsul, testigo de los hechos, se convirtió al cristianismo alabando al Señor.